# Lista de locais em Star Trek
Muitos filmes e episódios da franquia de ficção científica Star Trek acontecem em diferentes regiões do espaço sideral. Alguns dos vários sítios ficcionais exibidos na série apresentam propriedades físicas anómalas. Outros foram definidas como zonas-tampão sensíveis sob acordos políticos.

## Badlands
As Badlands são uma área do espaço que aparece ou é mencionada nos episódios de Star Trek: Deep Space Nine e Star Trek: Voyager.
Localizadas no Quadrante Alfa, as Badlands são caracterizadas por constantes tempestades de plasma e tornados. The Maquis used it in several episodes as a meeting or hiding place because of its treacherous navigation. Também era conhecida por ter alguns planetas escondidos entre as nuvens e nebulosas.
Em "Caretaker", episódio-piloto de Star Trek: Voyager, a USS Voyager perseguiu uma nave dos Maquis nas Badlands, antes de ser teleportada para o Quadrante Delta.
As Badlands também foram mencionadas no jogo de computador Star Trek: Armada II, onde os Borgs estavam construindo uma força para invadir a Federação.

## Fenda espacial
A fenda especial ("Wormhole") bejoriano é uma anomalia espacial localizada próxima ao planeta Bajor à qual a religião dos Bajorianos refere-se como "Templo Celestial". Ele aparece como uma abertura num turbilhão de luz dourada, cercado por nuvens azuis, que aparece quando uma nave se aproxima ou sai dele, e desaparece quando uma nave entra nele. A fenda só pode ser atravessado por naves que viajam na velocidade de impulso (abaixo da velocidade da luz).
A fenda foi descoberta no primeiro episódio de Star Trek: Deep Space Nine. Ele foi encontrado na fronteira do sistema Bajoriano-B'Hava'el no quadrante alfa e vai até o sistema Idran no quadrante Gama, setenta anos luz de distância do outro lado da galáxia. Devido a importância estratégica deste fenômeno, a Estação Espacial 9 foi movida para a órbita de Bajor e posicionada próxima a fenda.
Benjamin Sisko, um comandante da Frota Estelar, e a tenente Jadzia Dax foram os primeiros a fazer contacto com a fenda e seus criadores, seres incorpóreos conhecidos como Profetas, na religião bajoriana; eles são simplesmente chamados por "Alienígenas da Fenda" pela Federação.

## Briar Patch
Uma região chamada de "Briar Patch" apareceu em filmes e séries da saga mais de uma vez.

### OBriar PatchemStar Trek: Enterprise
Ao sistema dos Klingon Klach D'Kel Brakt também foi dada a designação "Briar Patch" pelo Doutor Arik Soong em Star Trek: Enterprise episódio "The Augments". Pelo menos dois planetas habitáveis existiam ali; Soong e seu bando de Augments  tentaram chegar ao sistema e usá-lo como esconderijo. En 2272 ele foi também o local do dramático confronto entre Romulan/Klingon, que foi conduzido no lado Klingon pelo futuro  Mestre Dahar Kor, que reencenaria a batalha muitas vezes com seus colegas mestres Dahar e veteranos Koloth e Kang.

## Anomalias espaciais
Em Star Trek e outras obras de ficção científica, uma Anomalia espacial (ou, muito frequentemente, uma anomalia sub-espacial) é um termo muito amplo para qualquer tipo de interrupção extraordinária no espaço-tempo contínuo. Pode assumir a forma de irregularidades na gravidade, ondulações no espaço que podem danificar equipamentos e pessoal, alterações nas leis da Física, e áreas de ruptura hostis ao cérebro humano.
A Delphic Expanse está repleta de tais distorções, geradas por esferas que reconfiguram o espaço para se assemelhar ao Sphere Builders' transdimensional realm.
Outros espisódios que apresentaram anomalias espaciais foram os finais de Star Trek: The Next Generation, em que a USS Enterprise-D encontrou uma "convergência multifásica temporal na espaço-tempo contínuo", causado por "uma erupção de  anti-tempo", e um raro "elipse gravitacional" descoberto pela USS Voyager em "Um pequeno passo".